# Zoia Alecu
Zoia Alecu (uneori scris și Zoe Alecu, n. 10 ianuarie 1956, București) este o cântăreață, cantautoare, compozitoare și textieră română de muzică folk și rock. S-a lansat în anul 1973 ca artistă solo, fiind una dintre primele cantautoare din muzica folk autohtonă. Începând cu 1986 se alătură grupului Sfinx, continuându-și apoi activitatea alături de Sfinx Experience. Din anul 2006 a revenit pe scenă ca artistă solo, lansând până în prezent patru albume de autor.

## Biografie
Zoia Alecu s-a născut în București, zona „Măcelari” (aproape de Lizeanu), iar la patru ani familia ei s-a mutat în zona centrală a Capitalei, pe Calea Victoriei. A urmat Liceul de Muzică „George Enescu”, unde a studiat vioara, cu toate că tatăl ei ar fi dorit să cânte la violoncel. Aici a fost colegă cu viitoarea colaboratoare Crina Mardare. A renunțat la școala de muzică și a ales o pregătire la Liceul Teoretic „Mihail Sadoveanu”, iar apoi la Liceul „Gheorghe Lazăr”. La 16 ani a adunat bani pentru prima ei chitară din donări de sânge repetate. A început să compună piese în stil folk pe versuri proprii.
În octombrie 1973 Zoia Alecu cântă la Club A, la invitația lui Doru Stănculescu. Este momentul în care își începe cariera în muzica folk. În ianuarie 1974, tot la invitația lui Doru Stănculescu, Zoia Alecu ajunge să cânte în Cenaclul Flacăra, chiar dacă nu rămâne decât până în primăvara aceluiași an. Trebuie menționat faptul că la Cenaclul Flacăra, Zoia debutează în aceeași seară cu Nicu Alifantis. Din primăvara anului 1974, Zoia Alecu începe să cânte la Cenaclul „Viața studențească și amfiteatrul artelor”.
Vreme de trei ani compune muzică de scenă pentru Teatrul „Nottara” din București. Devine o prezență obișnuită la Club A, Club Z și în alte locații de concert din Capitală, cântând de regulă în deschiderea recitalurilor unor formații rock cunoscute în epocă, precum Phoenix, Progresiv TM, Pro Musica, Basorelief și Compact.
În 1986 Zoia Alecu este invitată de Crina Mardare să se alăture formației Sfinx, ca urmare a plecării Elenei Perianu. Formația se afla în acel moment într-un turneu în Danemarca. Adaptarea la noul repertoriu și stil muzical i-au ridicat dificultăți la început. Zoia Alecu rămâne în formația Sfinx până la dizolvarea ei la începutul anilor '90. La puțin timp, se alătură noului proiect lansat de bateristul grupului Sfinx Mișu Cernea, numit Sfinx Experience. Turneele în Europa continuă până în 1997, când formația revine în țară. La un moment dat, un reprezentant al casei de discuri britanice EMI oferise un contract pentru Alecu și Mardare cu condiția de a părăsi Sfinx Experience, fapt care nu s-a petrecut. Participă la cele două albume lansate de Sfinx Experience, Balkano (1999) și Sfinxstanbul (2001), contribuind inclusiv la partea de compoziție. Zoia Alecu rămâne membră Sfinx Experience până în anul 2005, când formația se desființează.
În 2006 se întoarce la „prima sa dragoste”, muzica folk, lansând primul album de autor intitulat Vino aici, editat la casa de producție OVO Music, aparținând cântărețului Ovidiu Komornyik.
În ciuda faptului că este o textieră prolifică, cu aproximativ două sute de texte dedicate diverșilor interpreți români, Zoia Alecu nu a lansat vreun material discografic în nume propriu mai devreme de februarie 2007. Albumul Vino aici reprezintă debutul discografic al artistei, după 34 de ani de la debutul scenic. Vino aici conține zece piese, fiind realizat cu sprijinul producătorului Ovidiu Komornyik, proprietarul casei de discuri OVO Music. Pe disc apar atât piese scrise de Alecu în anii tinereții, reorchestrate (inclusiv o piesă ale cărei versuri le-a scris la nouă ani), cât și compoziții recente. Piesa ce dă numele albumului a fost compusă în vara lui 2006.
În februarie 2009 apare al doilea album semnat Zoia Alecu, intitulat Cărări de maci. Discul conține zece compoziții ale artistei. Piesa care dă numele albumului este inspirată din muzica țigănească rusească, ideea melodiei fiind inspirată de filmul Șatra (în regia lui Emil Loteanu), pe care Zoia l-a vizionat în 1975, la momentul apariției.
În 2012 apare albumul Printre lupi, iar trei ani mai târziu, al patrulea disc, intitulat Să ierți. Ambele materiale discografice au fost lansate sub egida OVO Music.

## Discografie

### Solo
- Vino aici (CD, OVO Music, 2007)
- Cărări de maci (CD, OVO Music, 2009)
- Printre lupi (CD, OVO Music, 2012)
- Să ierți (CD, OVO Music, 2015)

### Cu Sfinx Experience
- Balkano (CD, Sfinx Experience & Roton, 1999)
- Sfinxstanbul (CD, Media Pro Music, 2001)